# R U Ready?
R U Ready? è il secondo album in studio del girl group sudcoreano Lovelyz, pubblicato nel 2017.

## Tracce
1. R U Ready? – 0:32
2. WoW! – 3:06
3. Cameo – 3:20
4. Emotion – 3:11
5. Morning Star (새벽별) – 3:31
6. First Snow (첫눈) – 3:17
7. Knock Knock (똑똑) – 3:27
8. The – 3:43
9. Night and Day – 4:25
10. Hide and Seek (숨바꼭질) – 3:59
11. My Little Lover (나의 연인) – 3:37

## Now, We
Il 2 maggio 2017 viene pubblicata la versione "repackaged" del disco, con il titolo Now, We (지금, 우리) e con l'aggiunta di due nuove tracce.

### Tracce
1. R U Ready? – 0:32
2. WoW! – 3:06
3. Now, We (지금, 우리) – 3:16
4. Aya – 3:34
5. Cameo – 3:20
6. Emotion – 3:11
7. Morning Star (새벽별) – 3:31
8. First Snow (첫눈) – 3:17
9. Knock Knock (똑똑) – 3:27
10. The – 3:43
11. Night and Day – 4:25
12. Hide and Seek (숨바꼭질) – 3:59
13. My Little Lover – 3:37

## Classifiche

### Classifiche settimanali
| Classifica (2017) | Posizione massima |
| ----------------- | ----------------- |
| Corea del Sud     | 2                 |

### Classifiche di fine anno
| Classifica (2017) | Posizione |
| ----------------- | --------- |
| Corea del Sud     | 77        |